# Korjakski
Korjakski (rus. Корякская сопка) je stratovulkan koji se smjestio na ruskom poluotoku Kamčatki. Nalazi se u blizini administrativnog središta Kamčatskog kraja, Petropavlovska. Kao i susjedni vulkan Avačinski, promatra se radi svoje aktivnosti i moguće opasnosti po okolno stanovništvo.

## Geološka povijest
Vulkan je smješten u Tihooceanskom vatrenom prstenu na mjestu gdje se Tihooceanska tektonska ploča podvlači pod Euroazijsku brzinom od 80 mm godišnje što dovodi do pojačane aktivnosti vulkana na poluotoku. Znanstvenici pretpostavljaju da je ovaj vulkan aktivan zadnjih 10 tisuća godina. Geološki nalazi upućuju da su se u zadnjih 10 000 godina dogodile tri velike erupcije koje su izlile ogromne količine lave.

## Novija aktivnost
U novije vrijeme zabilježena ja erupcija iz 1890. kada se lava izlila s jugozapadnog dijela planine. DO iduće se čekalo ne baš mnogo vremena. Godine 1926. nakon čega se čekalo 30 godina do nove. Te 1956. erupcija je bila eksplozivnija od prethodne dvije, s indeksom vulkanske eksplozije 3, a stvorili su se piroklastični tokovi i lahari. Erupcija je trajala nepunu godinu dana. Zadnja je erupcija bila 2008. godina.

## Vanjske poveznice
|  | Zajednički poslužitelj ima još gradiva o temi Korjakski |

- Koryaksky volcano at SummitPost.org
- VolcanoWorld information  Arhivirana inačica izvorne stranice od 5. travnja 2005. (Wayback Machine)
- Pravda article about seismic activity at Koryaksky  Arhivirana inačica izvorne stranice od 13. ožujka 2005. (Wayback Machine)
- "Koryakskaya Sopka, Russia" on Peakbagger